# روبر للانگ
روبر للانگ (انگلیسی: Robert Lelangue؛ زادهٔ ۴ فوریهٔ ۱۹۴۰) دوچرخه‌سوار اهل بلژیک است.
از باشگاه‌هایی که در آن بازی کرده‌است می‌توان به فائمینو–فائما اشاره کرد.